# 黑鸭子
黑鸭子合唱组是中国歌坛的第一个和音组合，发行过近50张唱片，并参与过多次大型演出。于1983年由徐秀霞、陆莉莉、尹淑占三人组成。当时三人由中央音乐学院小提琴专业毕业、分配到中国广播乐团工作。
1992年李蓉代替移居新加坡的尹淑占，担任一声部。1998年郭祁代替移居加拿大的陆莉莉，担任二声部。2002年底，黑鸭子分解成了徐氏演唱组合和李氏演唱组合。
2002年12月5日，徐秀霞向国家工商行政管理总局商标局提出注册申请，注册“黑鸭子”商标，指定使用在第41类组织表演、演出等服务上。经过一系列异议、诉讼等过程，2012年5月4日，北京市高级人民法院作出终审判决，裁定该商标不予注册。
各个时期的黑鸭子成员及简称列表：
| 简称         | 成员                   | 组合时间      |
| ------------ | ---------------------- | ------------- |
| 原黑鸭子     | 陆莉莉、尹淑占和徐秀霞 | 1983年—1992年 |
| 老黑鸭子     | 李蓉、陆莉莉和徐秀霞   | 1992年—1998年 |
| 老黑鸭子     | 李蓉、郭祁和徐秀霞     | 1998年—2003年 |
| 李黑鸭子     | 李蓉、郭祁和李伟       | 2003年—2014年 |
| 杨黑鸭子     | 杨漫、樊桐舟和徐秀霞   | 2003年—2006年 |
| 倪黑鸭子     | 倪雅丰、樊桐舟和徐秀霞 | 2006年至今    |
| 2015年黑鸭子 | 郭祁、李伟和倪雅丰     | 2015年至今    |

## 徐氏演唱组合
徐氏黑鸭子演唱组合包括徐秀霞、2002年加入的樊桐舟和杨漫，2006年倪雅丰代替杨漫。

## 李氏演唱组合
李氏黑鸭子演唱组合包括李蓉、郭祁和李伟。

## 新“李氏”演唱组合
2014年底，名为“黑鸭子演唱组”的实名新浪微博中，成员不再有李蓉。2015年2月，原“徐鸭子”的成员倪雅丰的名字出现在该微博发布的成员名单中，后者的成员变为郭祁、李伟和倪雅丰。

## 专辑
- 《黑鸭子》（1994年）
- 《岁月如歌1经典老歌》（1999年）
- 《岁月如歌2经典民歌》（1999年）
- 《岁月如歌3红色经典》（1999年）
- 《岁月如歌4经典校园民谣》（1999年）
- 《岁月如歌5难忘的朝鲜时代》（1999年）
- 《岁月如歌6难忘的苏联时代》（1999年）
- 《岁月如歌7美丽的新疆》（1999年）
- 《风情中国》（2000年）

### 李氏演唱组合
- 《清新世界（影视、创作歌曲专辑）》（2004年12月）
- 《发烧》（2005年10月）
- 《影视经典·珍藏版》（2008年9月）

### 徐氏演唱组合
- 《岁月如歌8流行的经典》（2003年）
- 《伴你二十年Ⅰ经典老歌》（2004年）
- 《伴你二十年Ⅱ经典老歌》（2004年）
- 《超越Ⅰ·心想唱歌就唱歌（影视歌曲）》（2004年）
- 《超越Ⅱ·风雨中的美丽（蒙藏歌曲）》（2004年）
- 《青春之歌Ⅰ、Ⅱ》（2004年）
- 《圣诞经典（伴你二十年特辑）》（2004年）
- 《在水一方·怀念邓丽君》（2004年）
- 《伴你二十年Ⅲ情歌专辑》（2005年）
- 《伴你二十年Ⅳ情歌专辑》（2005年）
- 《伴你二十年Ⅴ外国经典专辑》（2005年）
- 《伴你二十年Ⅵ民歌专辑》（2005年）
- 《伴你二十年Ⅶ军旅专辑》（2005年）
- 《伴你二十年Ⅷ影视专辑》（2005年）
- 《黑鸭子舞曲Ⅰ、Ⅱ》（2005年）
- 《黑鸭子典盛集——与蔡琴的对话》（2006年1月）
- 《时尚妙音·如果爱》（2006年6月）
- 《红色经典特别版》（2006年6月）
- 《人声与钢琴》（2006年8月）
- 《长征组歌》（2006年8月）
- 《毛主席诗词歌曲》（2006年9月）
- 《俄罗斯名曲》（2006年11月）
- 《朝鲜名歌》（2006年12月）
- 《蒙古族名歌》（2007年2月）
- 《新疆名歌》（2007年2月）
- 《印巴名歌》（2007年10月）
- 《爱满人间》（原创专辑）（2007年12月）
- 《男女情歌对唱》（2007年12月）
- 《听佛》（2007年12月）
- 《刘三姐》（2008年2月）
- 《美丽人生》（即《听佛》的DTS版）（2008年5月）
- 《心手相连》（2008年6月）
- 《远航》（首都经济贸易大学校歌）（2015年6月）